# Xestia distensa
Xestia distensa là một loài bướm đêm trong họ Noctuidae.